# Libellula cyanea
Libellula cyanea là một loài chuồn chuồn ngô trong Libellula genus. Đây là known as the Spangled Skimmer, và is bản địa của the Hoa Kỳ.

## Hình ảnh

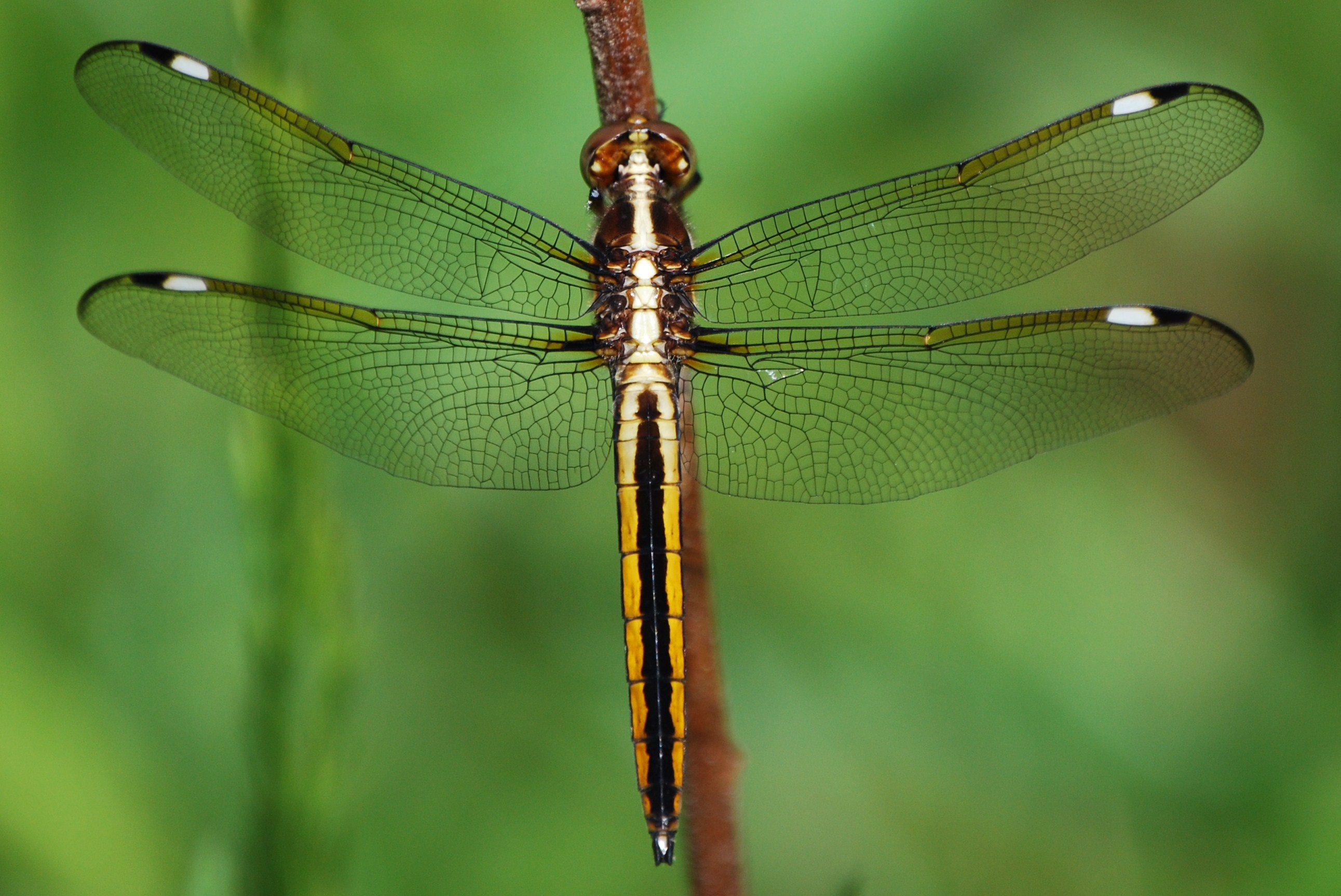